# 沙恩·多宾
沙恩·多宾（英語：Shane Dobbin，1980年1月22日—），生于北帕默斯顿，新西兰男子轮滑、速度滑冰运动员，2017年世界单程距离速度滑冰锦标赛男子团体追逐赛银牌得主。